# Paul Dinkelacker
Paul Dinkelacker (* 22. Januar 1873 in Böblingen; † 9. März 1958 in Ammerland) war ein deutscher Wirtschafts-Manager.

## Leben
Dinkelacker besuchte das Realgymnasium und studierte im Anschluss Brauereiwesen an der Akademie Weihenstephan. Er war zunächst Teilhaber der familieneigenen Brauerei Dinkelacker in Stuttgart. Später war er Aufsichtsratsvorsitzender verschiedener Textilunternehmen in Württemberg und von 1920 bis 1933 Sektionsvorsitzender der Sektion Schwaben des DuOeAV.
1952 wurde er mit dem Großen Bundesverdienstkreuz ausgezeichnet. Für seine Verdienste um die Erschließung der Bergwelt für den Skisport ernannten ihn der Deutsche Alpenverein und der Österreichische Alpenverein zu ihrem Ehrenmitglied.

## Gedenkstein
Am 31. Januar 1920 wurde zwischen der Schwarzwaldhochstraße und dem Schliffkopf ein dreieinhalb Tonnen schwerer Gedenkstein aufgestellt, der an die im Ersten Weltkrieg fünfhundert gefallenen Skiläufer erinnern soll. Bei der Einweihung des fünfeinhalb Meter hohen Sandsteinfindlings hielt Paul Dinkelacker die Festrede. Die Inschrift auf der Vorderseite lautet: Seinen Helden - Der schwäbische Schneeschuhbund 1919-1945 Landesvater Dinkelacker 1873–1958 Rückseite: An unserer Schwabenheimat Grenze Auf hoher Warte die nach Westen sieht Steht dieses Ehrenmal der Toten Als felsgewordnes Heldenlied

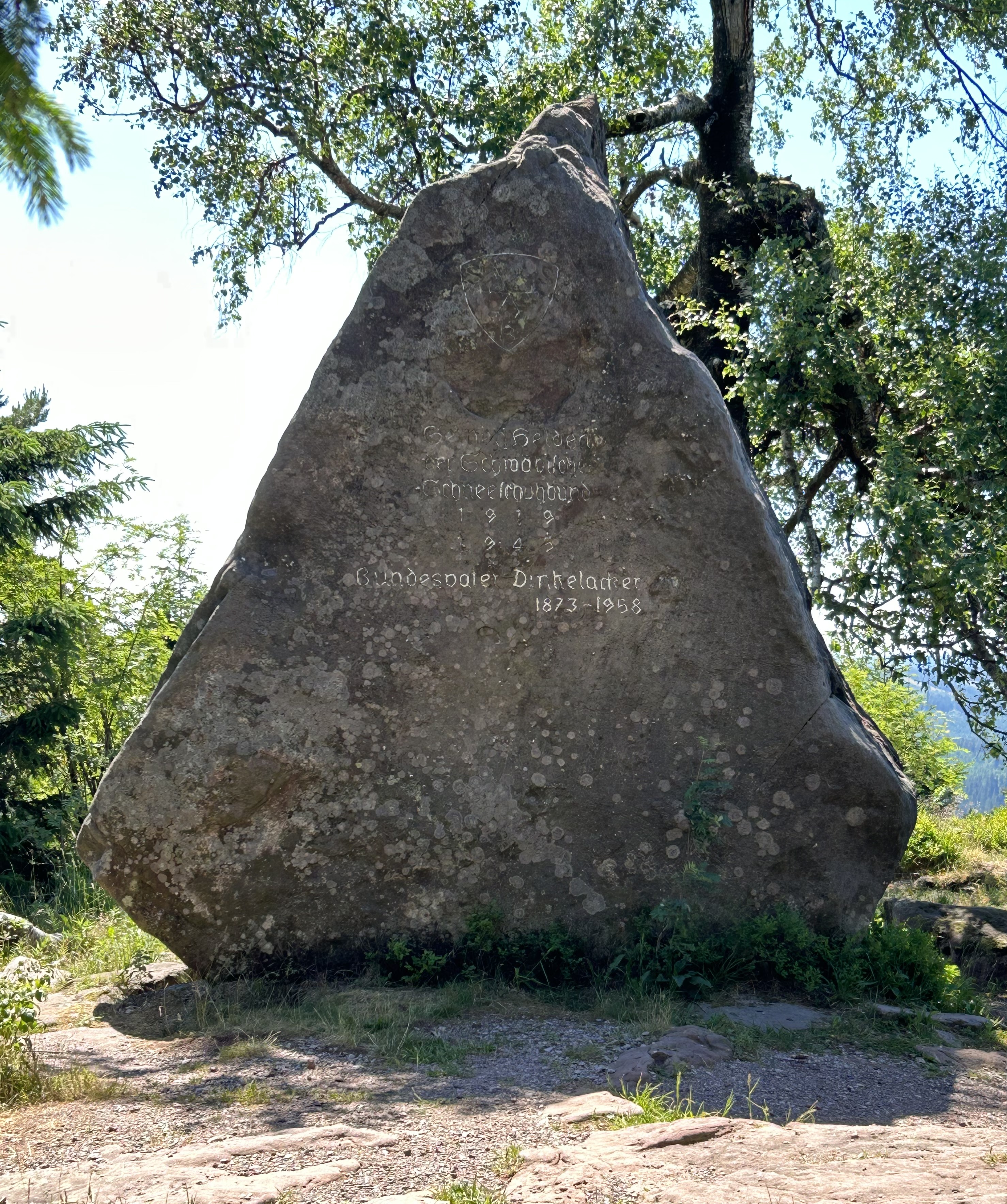
Vorderseite
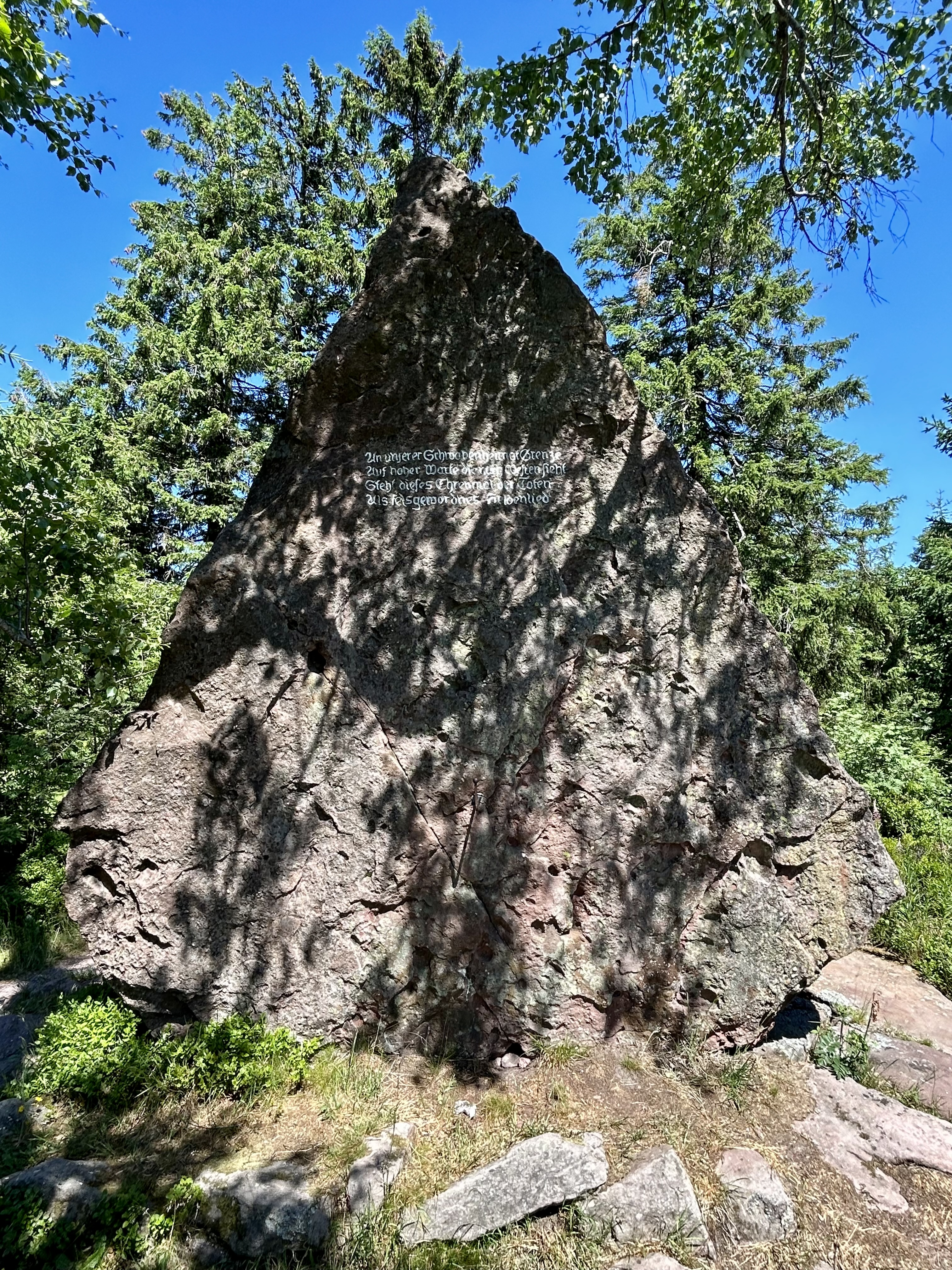
Rückseite
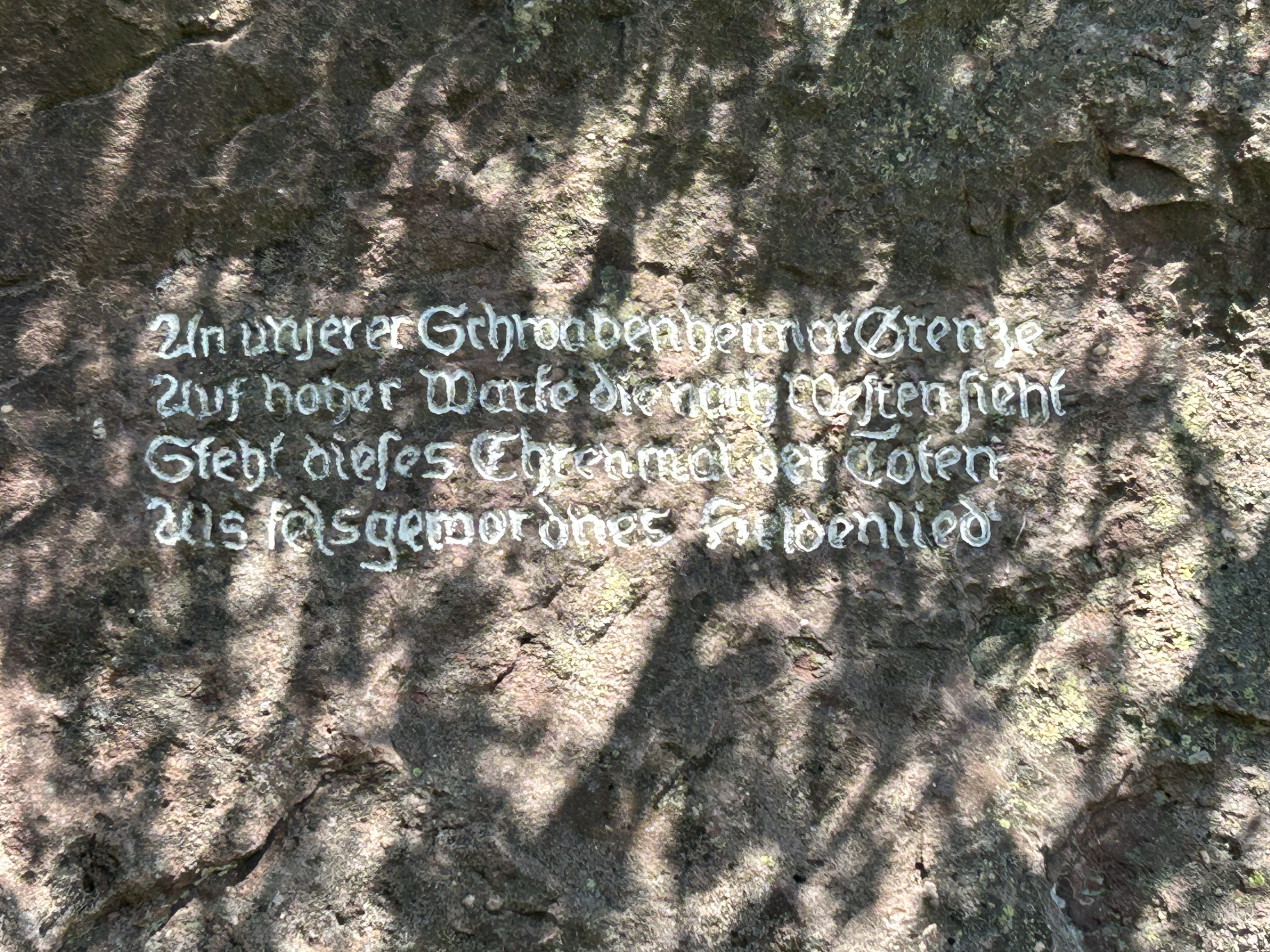
Inschrift Rückseite